# Thermocellio kilimanjarensis
Thermocellio kilimanjarensis är en kräftdjursart som beskrevs av Schmoelzer 1974. Thermocellio kilimanjarensis ingår i släktet Thermocellio och familjen Porcellionidae. Inga underarter finns listade i Catalogue of Life.